# The Fury of The Aquabats!
The Fury of The Aquabats! (рус. Ярость Акуабэтс!) — второй студийный альбом американской рок-группы The Aquabats, выпущенный лейблом Goldenvoice Records 28 октября 1997 года.

## Об альбоме
Как и в дебютном альбоме группы The Return of The Aquabats, в The Fury of The Aquabats! также преобладают элементы ска-музыки, однако наблюдается значительное присутствие деталей сёрф-рока и поп-панка. Начиная с этой пластинки в музыкальной стилистике The Aquabats начали происходить первые изменения, которые стали ещё более заметны на следующем студийном альбоме The Aquabats vs. the Floating Eye of Death!. The Fury of The Aquabats! стал одним из самых успешных релизов группы.
The Fury of The Aquabats! является единственным альбомом The Aquabats, в записи которого участвовал барабанщик Трэвис Баркер, который покинул группу в 1998, после того, как ему поступило предложение присоединится к Blink-182.

## Список композиций
Все песни написаны группой The Aquabats, за исключением отмеченных.
| №   | Название                                     | Длительность |
| --- | -------------------------------------------- | ------------ |
| 1.  | «Super Rad!»                                 | 3:02         |
| 2.  | «Red Sweater!»                               | 3:24         |
| 3.  | «Magic Chicken!»                             | 3:40         |
| 4.  | «Fight Song!»                                | 1:13         |
| 5.  | «Cat with 2 Heads!»                          | 3:01         |
| 6.  | «The Story of Nothing!»                      | 2:54         |
| 7.  | «Captain Hampton and the Midget Pirates!»    | 4:03         |
| 8.  | «Martian Girl!»                              | 2:46         |
| 9.  | «Attacked by Snakes!»                        | 5:01         |
| 10. | «Idiot Box!» (Крид Уоткинс, Паркер Джейкобс) | 2:00         |
| 11. | «Powdered Milk Man!»                         | 3:04         |
| 12. | «My Skateboard!»                             | 2:43         |
| 13. | «Phantasma del Mar!»                         | 3:12         |
| 14. | «Lobster Bucket!»                            | 2:42         |
| 15. | «Theme Song!»                                | 1:48         |
| 16. | «Playdough!» (скрытый трек)                  | 6:43         |

- 12 и 13 треки — перезаписанные версии песен демоальбома Bat Boy.
- 8, 10 и 16 треки были первоначально изданы на The Return of The Aquabats.

## Участники записи
The Aquabats
- The MC Bat Commander — вокал
- Джмми Робот — синтезатор, саксофон, кларнет, пианино, вокал, бэк-вокал, меллотрон, флейта
- Chainsaw the Prince of Karate — гитара, семплинг, вокал
- Принс Адам — синтезатор, программинг, вокал
- Крэш МакЛарсон — бас-гитара, орган, вокал
- Кэтбой — сузафон, корнет, орган Хаммонда
- Барон фон Тито — барабаны, перкуссия
- Мистериос Кью — гитара, бас-гитара, пианино, банджо, скрипка, ситара, меллотрон, вокал, орган Хаммонда, сагаты

Другой персонал
- Джим Гудвин — продюсирование
- Ики Оуэнс — клавишные
- Блейк Хэнделд — пианино в «Lobster Bucket!»
- Билл Харди, Патрик МакДоналд — бэк-вокал
- Паркер Джейкобс — дизайн

## Позиции в чартах
| Чарт (1997)       | Высшая позиция |
| ----------------- | -------------- |
| The Billboard 200 | 172            |
| Top Heatseekers   | 12             |